# 12575 Palmaria
12575 Palmaria este un asteroid din centura principală de asteroizi.

## Descriere
12575 Palmaria este un asteroid din centura principală de asteroizi. A fost descoperit pe 4 septembrie 1999 la Monte Viseggi de P. Pietrapiana și L. Sannino. Asteroidul prezintă o orbită caracterizată de o semiaxă mare de 2,29 ua, o excentricitate de 0,09 și o înclinație de 2,3° în raport cu ecliptica.